# シモン・ボリバル橋

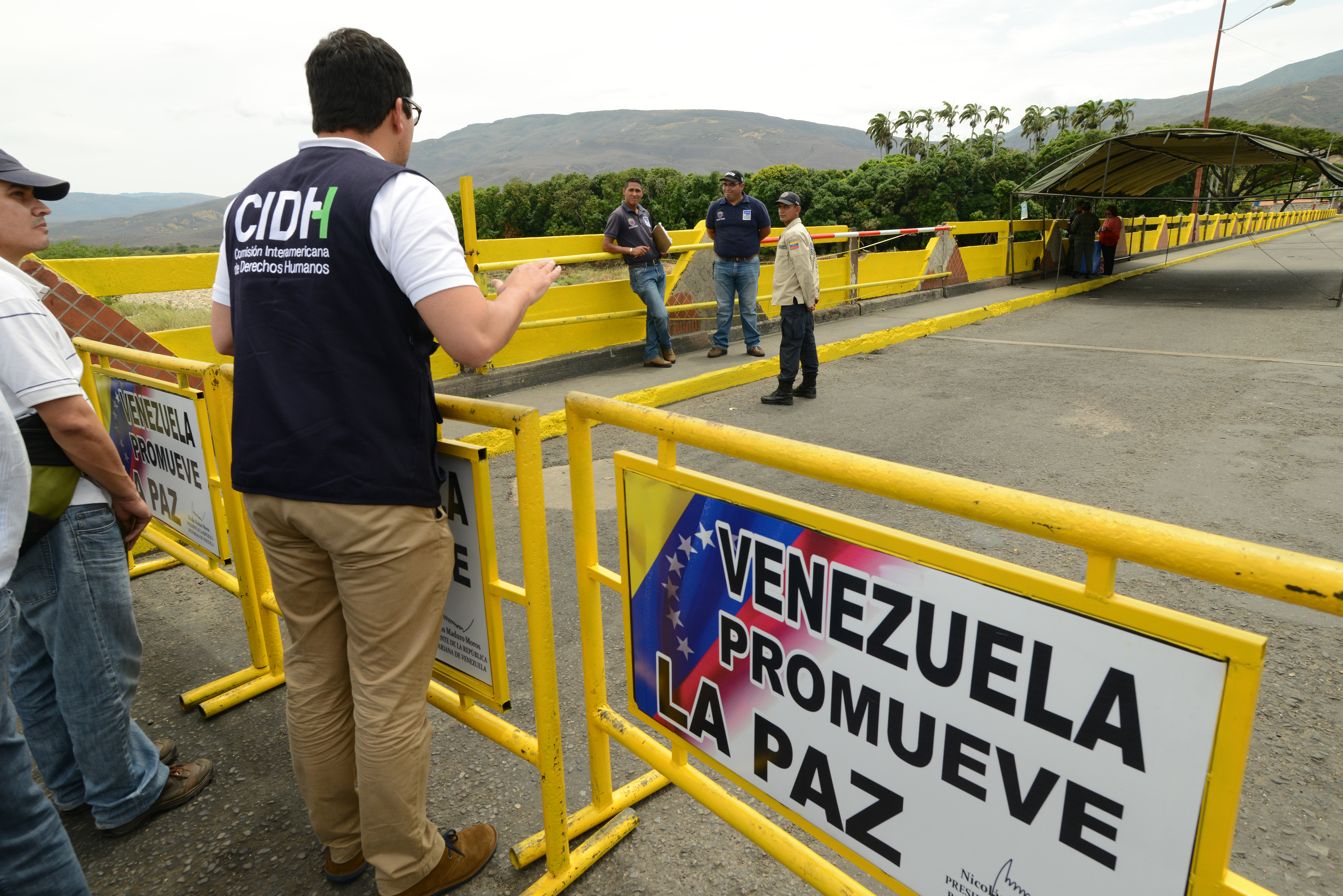
橋を視察する人権団体関係者（2015年）

シモン・ボリバル橋(Puente Internacional Simón Bolívar)とはベネズエラとコロンビアの国境にあるタチラ川を渡る橋でベネズエラのサン・アントニオとコロンビアのラ・パラダという小さな町を結んでいる。国境を越えて最初にたどり着くコロンビアの最初の大きな街はククタである。
ベネズエラで経済危機が発生するまではコロンビアの人達が国境を越えて買い物をする橋として利用されてきたが、少なくとも2017年以降はベネズエラを脱出するために使われるのがほとんどである。